# Colgate Raiders
Colgate Raiders är en idrottsförening tillhörande Colgate University och har som uppgift att ansvara för universitetets idrottsutövning.

## Idrotter
Raiders deltager i följande idrotter:
| Herrar - Amerikansk fotboll - Basket - Fotboll - Friidrott - Golf - Ishockey - Lacrosse - Rodd - Simhopp - Simning - Tennis - Terränglöpning | Damer - Basket - Fotboll - Friidrott - Ishockey - Lacrosse - Landhockey - Rodd - Simhopp - Simning - Softboll - Tennis - Terränglöpning - Volleyboll |

## Idrottsutövare

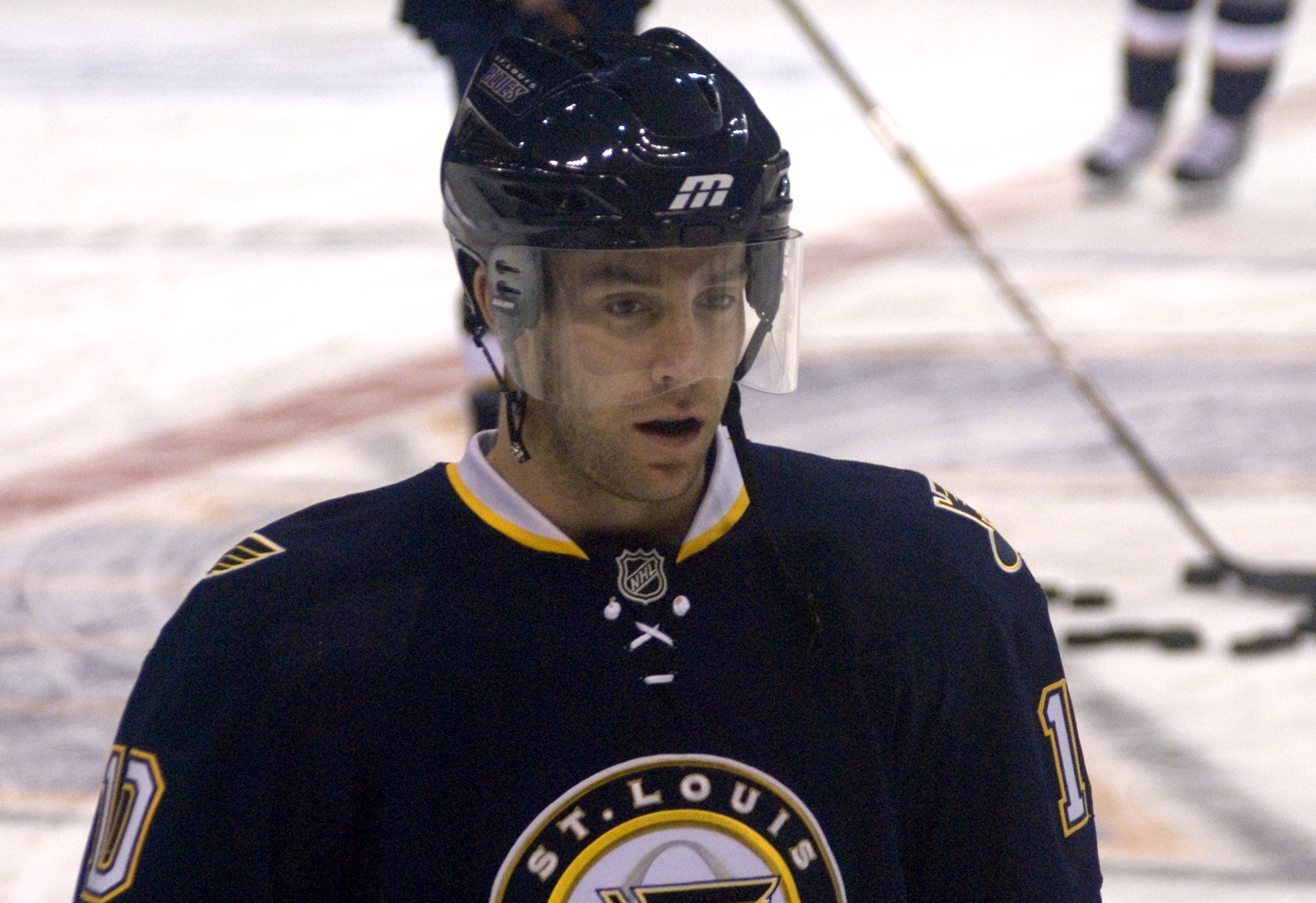
Andy McDonald.

| Ishockey - Kyle Baun - Ryan Johnston - Andy McDonald - Bobby McMann | - Mike Milbury - Cory Murphy - Chris Wagner - Kyle Wilson - Jesse Winchester |